# Condor UR-425
Condor UR-425 — немецкий бронетранспортёр — боевая колёсная плавающая бронемашина, оснащённая вооружением, предназначенная для использования в мотострелковых (механизированных) подразделениях сухопутных войск и в полиции.

## История создания и производства
Компания Rheinmetall AG решила создать новую машину на основе предыдущей версии UR-416. Condor UR-425, более скоростной, броневая защита, амфибийность, запас хода, грузоподъемность в несколько раз выше чем у UR-416. Компанией Rheinmetall AG было создано целое семейство БТР: 4 × 4 (Condor UR-425), 6 × 6 (Фухс) и 8 × 8 (Лухс).  Его приняли в эксплуатацию в 1978 году. Вскоре первая партия была продана в Уругвай. В 1981 году Малайзия сделала свой самый большой заказ на бронемашины — 459 шт. На 2008 год БТР состоял на вооружении армий: Малайзии, Уругвая, Португалии, Таиланда, Турции, Кувейта и т. д. (всего выпущено более 1000 машин).

## Описание конструкции
Condor UR-425 имеет сварной стальной корпус, защищающий от огня стрелкового оружия и осколков. Экипаж — три человека: командир, который обычно покидает машину вместе с десантом, наводчик и механик-водитель. Десант — девять вооружённых солдат. Вооружение обычно размещается в центре корпуса, это может быть башня с одним 7,62-мм пулемётом и 20-мм пушкой, или другое вооружение. Модификация «истребитель танков» оборудована башней с четырьмя ПТРК ХОТ. Башня может также быть оборудована дымовыми гранатомётами с каждого борта.
Бронетранспортер способен передвигаться по воде с помощью одного гребного винта, расположенного сзади, со скоростью 8 км/ч. Перед входом в воду поднимается волноотбойный экран спереди и включаются осушающие насосы. Машина может иметь широкий набор дополнительного оборудования, такого как пассивные ПНВ, ФВУ и система кондиционирования воздуха, различные переговорные устройства, радиостанции и приборы ночного видения.

## На вооружении
- Малайзия — более 341 единиц всех модификаций, по состоянию на 2016 год[1]
- Таиланд — 18 единиц, по состоянию на 2016 год[2]
- Уругвай — 54 единицы, по состоянию на 2016 год[3]